# Villa Giralda (Madrid)
Villa Giralda fue la segunda de las residencias de Juan de Borbón y María de las Mercedes de Borbón, condes de Barcelona en Madrid.

## Historia
Los condes de Barcelona habían adquirido una primera vivienda a finales del año 1981, con objeto de ser su residencia en Madrid en la urbanización Puerta de Hierro. Tomaron posesión de aquella primera residencia el 24 de septiembre de 1982.
Posteriormente, en 1987, compraron una nueva vivienda en la misma urbanización, bautizándola con el nombre de Villa Giralda. Este nombre ya había sido utilizado en su residencia en Estoril desde 1948 hasta su venta en 1988. En esta Villa Giralda madrileña, recibirían entre otros a la reina Isabel II del Reino Unido, durante su visita a España en 1988.
Tras la muerte de María de las Mercedes en 2000 (que había sido precedida por la de Juan de Borbón en 1993) la vivienda fue vendida dos años después por los herederos de estos, sus hijos: Juan Carlos I y las infantas Pilar y Margarita.

## Descripción
La casa se situaba en la urbanización Puerta de Hierro. Contaba con un terreno de 2.449 metros cuadrados.